# Дахно, Иван Иванович
Иван Иванович Дахно (8 апреля 1948, Синевка, Липоводолинский район, Сумская область) — доктор экономических наук, профессор. Отличник образования Украины (2004).

## Биография
В 1971 году окончил кафедру экономической географии географического факультета Киевского университета, а в 1970 году — Вторые государственные трехгодичные курсы иностранных языков Киева. В 1991 году окончил Центральный институт повышения квалификации руководящих работников и специалистов народного хозяйства в области патентной работы (специальность — патентовед).
В 1992 году защитил докторскую диссертацию «Экономические проблемы промышленной собственности (патентно-лицензионной работы)».
Работал в институтах Академии наук СССР и отраслевых научно-исследовательских учреждениях. С 1992 по 1995 гг. был начальником Управления экономики промышленной собственности (Госпатент Украины) и начальником управления международных связей Антимонопольного комитета Украины. 3 апреля 1995 года по июль 2016 года — на преподавательской работе. С 2016 года — главный научный сотрудник Института законодательства Верховной Рады Украины.

## Научно-педагогическая деятельность
Преподает в высших учебных заведениях Киева курсы «Международная экономика», «Экономика зарубежных стран», «Международное экономическое право», «Международная торговля» и другие.

## Научные труды
Автор книг:
- «Патентно-лицензионная работа» (1996);
- «Патентоведение» (1997);
- «Англо-русский толковый словарь по интеллектуальной собственности (Словарь Ивана Дахно)» (1997);
- «Словарь законодательных и нормативных терминов: юридический словарь И.Дахно» (1997);
- «Антимонопольное право» (1998);
- «Международное экономическое право» (2000);
- «Юридический словарь И.Дахно: словарь законодательных и нормативных терминов» (2000);
- «Международное частное право» (2001);
- «Международная экономика» (в соавторстве с Ю. А. Бовтрук, 2001);
- «Право интеллектуальной собственности» (2002);
- «Международная торговля» (2003);
- «Экономическая и социальная география мира. Учебник для 10-го класса» (в соавторстве с П. А. Масляком, 2003),
- «Страны мира. Энциклопедический справочник» (2004),
- «История стран мира. Справочник» (2007).